# I afton logdans
I afton logdans är ett studioalbum av musikgruppen Drängarna, släppt 1995. Albumet har sålt omkring 150 000 exemplar och innehåller bandets mest kända låt Vill du bli min fru. Albumet nådde som högst femteplatsen på den svenska albumlistan.
Albumet gick till historien efter den fällande domen i det första fall av låtstöld som prövats i svensk domstol. Målet gällde just Vill du bli min fru, där Högsta domstolen 2002 slog fast att en åtta takter lång fiolslinga var plagierad från 70-talsgruppen Landslagets Tala om vart du ska resa. Landslagets skivbolag EMI stämde Drängarnas skivbolag Regatta, som tvingades betala 65 000 kronor i skadestånd och 153 000 i rättegångskostnader.

## Låtlista
| Nr  | Titel                     | Låtskrivare                                                  | Längd |
| --- | ------------------------- | ------------------------------------------------------------ | ----- |
| 1.  | "Vill du bli min fru"     | Robert Åhlin, Olav Fossheim, Lars McLachlan                  | 3:20  |
| 2.  | "Drängaland"              | Robert Åhlin, Olav Fossheim, Lars McLachlan, Peter Dahlqvist | 3:30  |
| 3.  | "Dansa & festa"           | Peter Dahlqvist                                              | 4:05  |
| 4.  | "Storbonden Jansson"      | Peter Dahlqvist                                              | 3:39  |
| 5.  | "Till ett annat land"     | Peter Dahlqvist, Robert Åhlin                                | 4:05  |
| 6.  | "Drängens dröm"           | Robert Åhlin, Lars Mclachlan                                 | 3:17  |
| 7.  | "Du käre lille Snickerbo" | Astrid Lindgren, Georg Riedel                                | 2:34  |
| 8.  | "Visa vid höstacken"      | Olav Fossheim                                                | 2:35  |
| 9.  | "Nere vid floden"         | Lars Mclachlan, Peter Dahlqvist                              | 3.09  |
| 10. | "Kom så ska vi ta tåget"  | Robert Åhlin, Peter Dahlqvist                                | 3:47  |